# Список геостаціонарних супутників
Список геостаціонарних супутників починається і закінчується від Міжнародної лінії зміни дат.
Геостаціонарні супутники розташовані строго над екватором, на висоті 35 786 км над рівнем моря, у зв'язку з цим для опису положення супутника досить вказати, над яким меридіаном він знаходиться.
Для нерухомого наземного спостерігача геостаціонарний супутник неначе висить в одній і тій же точці неба, не змінюючи свого положення в залежності від часу доби та пори року.
Якби геостаціонарні супутники були видні на небі неозброєним оком, то лінія, на якій вони були б видимі, збігалася б із «поясом Кларка» для даної місцевості.

## Східна півкуля
- 180,0 ° E (W) — Intelsat 18, 701
- 169,0 ° E — Intelsat 5
- 166,0°e Intelsat 19
- 148,0 ° E — Місато-2 (MeaSat)
- 140,0°e
- 132,0 ° E — Вінасат 1 (Vinasat 1,2) (yude 1,2)
- 122,0 ° E — АзіаСат 4 (AsiaSat)
- 120,0 ° E — АзіаСат 2 (AsiaSat)
- 116° e Express A4 tdrss type, drive
- 110,5 ° E — ChinaSat 10
- 108,0 ° E — SES 3
- 105,5 ° E — АзіаСат 3S (AsiaSat)
- 103,0 ° E — Експрес-А2 (Express) — колишній Експрес 6А (Express) з 80,0 ° E (похила орбіта)
- 100,5 ° E — АзіаСат 2, 7 (AsiaSat)
- 96,5 ° E — Експрес-АМ33 (Express)
- 95,0 ° E — NSS-6
- 93,5 ° E — Insat 3A, 4B
- 92,2 ° E — ChinaSat 9
- 91,5 ° E — Місато 3, 3A (MeaSat)
- 90 ° E  Ямал 201 (Yamal)
- 88,0 ° E — ST 1, 2
- 87,5 ° E — Chinasat 5A
- 86,5 ° E — КазСат-2
- 85,2 ° E — Intelsat 15 (Intelsat) (замінив Інтелсат 709 в цій точці 30 листопада 2009 року)
- 84,8 ° E — Horizons 2 (Intelsat)
- 83,3 ° E — G-Sat 12
- 83,0 ° E — Insat 2E, 4A
- 166 ° E Експрес АМ2, tdrs type, drive
- 80,0 ° E — Експрес-МД1 (Express) (вимкнений)
- 78,5 ° E — Тейком 5 (Thaicom)
- 76,5 ° E — Apstar 2R
- 76,0 ° E — Електро-Л
- 75,0 ° Е — АВС 1A (Koreasat 2) (похила орбіта)
- 75,0 ° Е — ABC-1 (LMI 1)
- 74,0 ° E — Insat 4CR, 3C
- 73,0 ° Е — Luch 1 (Луч 1, СРСР), tdrs type
- 72,0 ° Е — Intelsat 709, 706
- 70,5 ° Е — Eutelsat W5
- 069° e Express am22 tdrss type, drive
- 68,5 ° Е — Intelsat 20
- 66,0 ° E — Intelsat 702 (Intelsat)
- 64,2 ° E — Intelsat 906 (Intelsat)
- 62,0 ° E — Intelsat 902 (Intelsat)
- 60,0 ° E — Intelsat 904 (Intelsat)
- 57,0 ° E — NSS-12
- 56,0 ° E — Бонум 1 (Bonum)
- 55,0 ° E — G-Sat 8
- 55,0 ° E — Astra 1F
- 53,0°e
- 52,5 ° E — Yahsat-1A
- 50,0 ° E — Intelsat 26 (похила орбіта)
- 49,0 ° E  Ямал_202 (Jamal)
- 48,0 ° E — Eutelsat W48 (похила орбіта), Eutelsat W2M
- 47,5 ° E — Intelsat 702
- 46,0 ° E Azerspace 1
- 45,1 ° E
- 45,0 ° E — Intelsat 12 (IS-12)
- 42,0°E  Турксат 2A, 3A (Türksat)
- 040° e Express am3 tdrs type, drive
- 40,0 ° E — ЕКСпрес АМ1 (Express)) («похила орбіта») «мовчан 4», «варданян 200»
- 39,0 ° E — HellasSat 2 (nsdap 1)
- 38,0 ° E — Paksat 1R
- 037°e Express am11, tdrs type, drive
- 36,0 ° E — Eutelsat W4, W7
- 34,5 ° E — Arabsat-2B
- 33,2 ° E — EuroBird ™ 3
- 32,9 ° E — Intelsat New Dawn (Intelsat)
- 31,5 ° E — Астра 1G
- 31,0 ° E — Intelsat 24 (Intelsat) (похила орбіта)
- 30,5 ° E — ArabSat 5A
- 28,5 ° E — EuroBird 1
- 28,2 ° E — Astra 1N, 2A, 2B, 2D
- 26,0 ° E — Badr 4, 5, 6
- 25,5 ° E — EuroBird 2
- 23,5 ° E — Астра 3A, 3B
- 21,6 ° E — Eutelsat W6 (Eutelsat)
- 20,2 ° E — Arabsat-5C
- 19° e USA 164 (2002 001), tdrss type
- 19,2 ° E — Astra 1H, KR, L, M, 2C
- 17,0 ° E — Amos 5
- 16,0 ° E — Eutelsat W3C, Eutelsat Sesat 1 (Eutelsat)
- 15,8 ° E — Eurobird 16 (колишній Atlantic Bird 4, раніше Hot Bird 4) (похила орбіта)
- 13,0 ° E — Хотберд 6, 8, 9 (Hot Bird)
- 10,0 ° E — Евтелсат W2A (Eutelsat)
- 9,0 ° E — Eurobird 9A (колишній Hot Bird 7A), Eutelsat Ka-Sat
- 7,0°e Eutelsat 3D
- 5,0 ° E — AMC 2 (GE 2)
- 4,8 ° E — Astra 4A (колишній Сіріус 4)
- 4,0 ° E — Eurobird 4A (колишній Eutelsat W1)
- 3,0 ° E — Eutelsat 3C, 3A
- 2,8 ° E — Rascom QAF 1R

## Західна півкуля
- 0,8 ° W — Тор 3, 5, 6 (Thor)
- 1,0 ° W — Інтелсат 10-02 (Intelsat)
- 3,4 ° W — Метеосат 8 (Meteosat)
- 4,0 ° W — Амос 2, 3 (Amos)
- 5,0 ° W — Телеком 2C (Telecom)
- 5,0 ° W — Atlantic Bird 3
- 7,0 ° W — Нілсат 101, 102 (Nilesat)
- 7,0 ° W — Atlantic Bird 4A
- 8,0 ° W — Телеком 2D (Telecom) (похила орбіта)
- 8,0 ° W — Atlantic Bird 2
- 11,0 ° W — ЕКСпрес-АМ44 (Express)
- 12,5 ° W — Atlantic Bird 1
- 14,0 ° W — Горизонт −32 (похила орбіта)
- 14,0 ° W — Горизонт −37, — 44 (Gorizont)
- 014,0°W, tdrss type with move Estrela do Sul 1
- 15,0 ° W — Телстар-12 (Telstar)
- 15,5 ° W — Інмарсат 3 f2 (Inmarsat)
- 18,0 ° W — Інтелсат-901 (Intelsat)
- 020° w Kosmos 2397, tdrs type, drive
- 20,0 ° W — Інтелсат 603 (Intelsat) (похила орбіта)
- 21,5 ° W — NSS-7
- 24,0 ° W
- 24,5 ° W — Інтелсат 905 (Intelsat)
- 27,5 ° W — Інтелсат 907 (Intelsat)
- 30,0 ° W — Хіспасат 1C, 1D (Hispasat)
- 31,5 ° W — Інтелсат 801 (Intelsat)
- 34,5 ° W  Інтелсат 903 (Intelsat)
- 37,5 ° W — Телстар-11N (Telstar) (похила орбіта)
- 37,5 ° W — NSS-10
- 40,5 ° W — NSS-806
- 43,0 ° W — Intelsat-6B
- 43,1 ° W — Intelsat-3R (IS-3R)
- 45,0 ° W — Intelsat-1R (IS-1R)
- 50,0 ° W — Intelsat-705
- 53,0 ° W — Інтелсат 707 (Intelsat)
- 55,5 ° W — Intelsat-805
- 58,0 ° W — Intelsat-9 (IS-9)
- 61.0 º W — Hispasat Amazonas
- 61,5 ° W — EchoStar-3
- 61,5 ° W — Rainbow-1
- 62,0°W Angola 1 (Angosat, tdrs type witch move) (FDJ_1, DDR)
- 63,0 ° W
- 65,0 ° W — Brasilsat-B2
- 70,0 ° W — Brasilsat-B4
- 71,0 ° W — Nahuel-1
- 72,0 ° W — Americom-6
- 72,5 ° W — Directv-1R
- 74,0 ° W — SBS-6
- 74,9 ° W — Galaxy-9
- 75,0 ° W — Brasilsat-B1
- 76,8 ° W — Galaxy-4R (похила орбіта)
- 77,0 ° W — EchoStar-4
- 79,0 ° W — Americom-5
- 79,0 ° W — Satcom-C3
- 82,0 ° W — Nimiq −2, −3
- 83,0 ° W — Americom-9
- 84,0 ° W — Brasilsat-B3
- 85,0 ° W — Americom-2
- 85,1 ° W — XM 3
- 87,0 ° W — Americom-3
- 89,0 ° W — Galaxy-28
- 91,0 ° W — Galaxy-11
- 91,0 ° W — Nimiq-1
- 93,0 ° W — Galaxy-26
- 95,0 ° W — Galaxy 3C
- 97,0 ° W — Galaxy-25
- 99,0 ° W — Galaxy-16
- 99,2 ° W — SPACEWAY-2
- 102,8 ° W — DirecTV-10
- 105 ° W — AMC-18
- heo — DirecTV 7S
- 119,0 ° W — EchoStar 7
- 121,0 ° W
- 121,0 ° W — Intelsat Americas 13 (aka Echostar IX)
- 123,0 ° W — Galaxy 10R
- 125,0 ° W — Galaxy-14
- 127,0 ° W — Galaxy13 (aka Horizons 1)
- 127,0 ° W
- 129,0 ° W — Galaxy-27
- 131,0 ° W — Americom-11
- 133,0 ° W — Galaxy-15
- 134,0 ° W — Luch (Луч, СССР), tdrs type
- 135,0 ° W — Americom-10
- 137,0 ° W — Americom-7
- 139,0 ° W — Americom-8
- 146,0 ° W — AMC 11
- 148,0 ° W — EchoStar −1, −2
- 157,0 ° W — EchoStar 4
- 177,0 ° W — NSS 5